# Тур'я (ліва притока Німану)
Тур'я (біл. Тур'я) — річка в Білорусі, у Копильському, Несвізькому й Узденському районах Мінської області. Ліва притока Німану (басейн Балтійського моря).

## Опис
Довжина річки 35 км, площа басейну 208 км². Річка формується з багатьох безіменних струмків.

## Розташування
Бере початок між селами Юшевичі та Бобойни. Спочатку тече на північний захід, потім повертає і тече на північний схід. Біля села Рудники різко повертає на південний схід і біля Нової Гути повертає знову на північний схід. Біля села Костяши впадає у річку Німан.
Долина річки трапецоїдна, місцями невиразна, завширшки приблизно 0,5 — 1,5 км. Пойма рівна, осушена. У середині XX столітті річку повністю каналізовано.
Населені пункти вздовж берегової смуги: Цегельня, Затур'я, Бузини, Бучна, Кулі, Лабоцька.